# Medida-Prix
Der Medida-Prix (Eigenschreibweise MEDIDA-PRIX) war ein mediendidaktischer Hochschulpreis, der die Qualitätssteigerung bei der Produktion und dem Einsatz digitaler Medien im Hochschulbereich fördern sollte. Der Wettbewerb wurde zwischen 1999 und 2009 jährlich durchgeführt. Der Preis, gestiftet von Ministerien in Deutschland, Österreich und der Schweiz, war mit 100.000 Euro der höchstdotierte deutschsprachige Medienpreis. 
Organisiert wurde der Wettbewerb von der Gesellschaft für Medien in der Wissenschaft e. V. (GMW). In einem aufwendigen Gutachterverfahren wurden die jeweils acht bis zehn Finalisten ausgewählt, die sich nach der Nominierung auf der Jahrestagung der GMW den Tagungsteilnehmern vorstellten. Die Auswahlkriterien lassen sich in sieben Themenfeldern gruppieren: 
- Innovation
- Medialer Mehrwert
- Nachhaltigkeit
- Diversität
- Integration
- Übertragbarkeit
- Qualitätsmanagement

Eine aus Spezialisten zusammengesetzte Jury wählte während der Tagung den oder die Preisträger aus. Die Tagungsteilnehmer vergaben einen undotierten Publikumspreis.